# یوکیکو ایوای (صداپیشه)
یوکیکو ایوای (انگلیسی: Yukiko Iwai؛ زادهٔ ۱۳ ژانویهٔ ۱۹۷۲) صداپیشه اهل ژاپن است.